# Mitla (průsmyk)
Mitla (hebrejsky: מיתלה, arabsky: ممر متلة) je 32 kilometrů dlouhý esovitý průsmyk na Sinaji vklíněný ze severu a jihu mezi horské pásmo. Je vzdálený zhruba 50 kilometrů od Suezského průplavu. Je známý pro velké bitvy mezi Izraelem a Egyptem, které se zde odehrály v letech 1956 (Suezská krize), 1967 (Šestidenní válka) a 1973 (Jomkipurská válka). Boj v průsmyku Mitla v roce 1956 je námětem knihy Leona Urise Lvi v průsmyku.

## Incident během Suezské krize
V roce 1956 byl průsmyk dobyt 202. brigádou Ariela Šarona za cenu 38 izraelských životů.